# EconTalk
EconTalk es un podcast semanal de economía presentado por Russ Roberts.
Roberts se desempeñó previamente como profesor de economía de la Universidad George Mason y ahora es investigador de la Hoover Institution en la Universidad de Stanford. En el podcast Roberts generalmente entrevista a un invitado, que suele ser un economista profesional, sobre temáticas de economía. El podcast es auspiciado por la Library of Economics and Liberty, una biblioteca en línea que cuenta con el aval de Liberty Fund. Recibió el 2.º premio en los Weblog Awards de los años 2006 y 2007, seguido del 1.er premio en 2008. En EconTalk, Roberts ha entrevistado a varios Premios Nobel, incluyendo a los destinatarios del Premio del Banco de Suecia en Ciencias Económicas en memoria de Alfred Nobel, Ronald Coase, Milton Friedman, Gary Becker, y Joseph Stiglitz, como también el Premio Nobel de Física, Robert Laughlin. Roberts ha invitado al popular Premio del Banco de Suecia en Ciencias Económicas en memoria de Alfred Nobel y columnista del New York Times Paul Krugman varias veces, pero este todavía no ha aparecido en el podcast.

## Temas

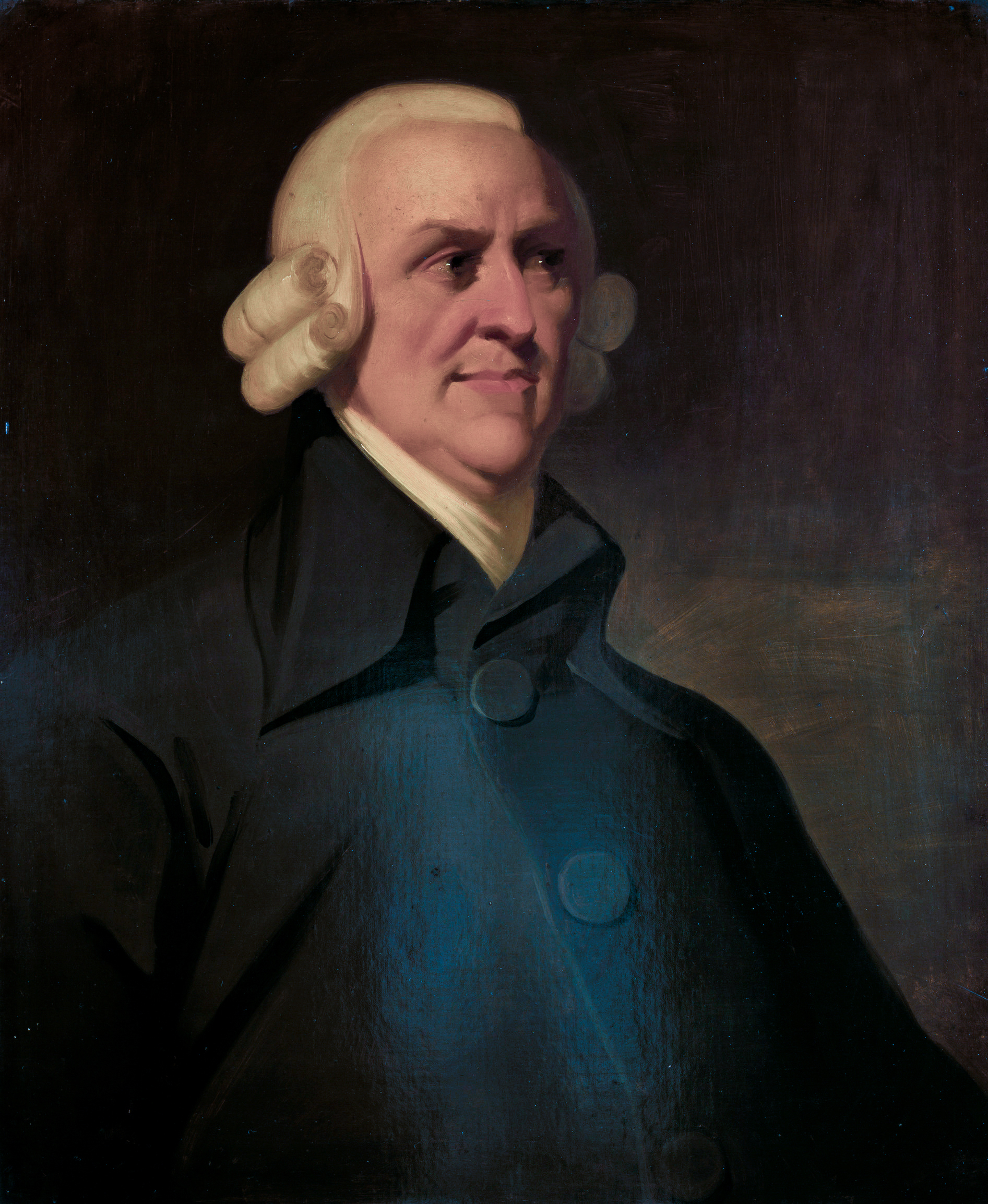
Adam Smith

Los temas principales incluyen la manera en que los mercados evolucionan, el orden espontáneo y la división del trabajo. Entre los invitados usualmente se encuentran autores que han publicado libros de intereses recientes en economía. Algunos invitados han aparecido repetidas veces y han conversado con Roberts sobre las preguntas que surgen en la prensa o en los salones de clase. Los temas de interés para los invitados, así como los sugeridos por la audiencia se suelen extender a lo largo de varios episodios. Otros temas adicionales son la economía de los deportes, la salud, la ley, la elección pública y la educación.

### Orden espontáneo
Roberts tiene particular interés por el orden espontáneo y otras temáticas hayekianas que hacen énfasis en el rol y la naturaleza del conocimiento. Este se materializa en la forma en que las sociedades se organizan a sí mismas no sólo en lo económico sino también en la esfera social y política. Una pregunta recurrente que Roberts suele dirigir a sus invitados en esta línea es cómo describir mejor esta idea fundamental, dado que la conversación cotidiana raramente captura la esencia de esta idea.

### La división del trabajo
La división del trabajo de Adam Smith juega un papel recurrente en los episodios, particularmente la forma en la que contribuye a la creación de riqueza. Estos incrementos de la productividad son notables y suelen aparecer en las conversaciones sobre el comercio, el crecimiento económico y la tecnología.

### El futuro
Roberts a veces pregunta a sus invitados si son optimistas respecto al futuro, sobre todo hacia el final de la entrevista. Los invitados ocasionalmente especulan sobre lo que puede evolucionar a largo plazo.

### Temas controvertidos
Los invitados a veces son autores controvertidos o tocan temas de discusión en economía donde hay desacuerdos actuales. Los autores a ambos lados del debate económico son invitados a presentar sus perspectivas y desafiar las ideas del lado opuesto.